# Adline Castelino
Adline Mewis Quadros Castelino (Ciudad de Kuwait, 24 de julio de 1998) es una modelo y reina de belleza india. Fue coronada como Miss Diva Universo 2020. Representó a la India en Miss Universo 2020, donde quedó como tercera finalista.

## Primeros años y educación
Castelino nació en la ciudad de Kuwait de padres católicos mangalenses, Alphonse y Meera Castellino. Su familia es originaria de Udyavara, en Udupi (Karnataka). Asistió a la Indian Central School de Kuwait. A los quince años, regresó a la India y se trasladó a Bombay, donde asistió al St. Xavier's High School. Allí se licenció en Administración de Empresas. Habla con fluidez inglés e hindi, además de su lengua materna, el konkani.

## Pasarela
Además de trabajar como modelo, Castelino había participado en un concurso en línea en 2018. Continuó su formación para los concursos a través de la Academia de Formación Cocoaberry en Bombay. En 2019, fue coronada como Miss Cocoaberry Diva por la institución.

### Miss Diva 2020
En 2019, Castelino se presentó al concurso Miss Diva 2020, a través de las audiciones de Chennai, y fue preseleccionada como finalista de la ciudad. En la ronda culminante de selecciones en Mumbai, entró como una de las 20 mejores delegadas. Durante la ronda deportiva del concurso celebrada en la Universidad de Bennett, ganó el premio «Miss Smasher», por su actuación en bádminton. El 22 de febrero de 2020, fue finalmente coronada como Miss Diva Universo 2020 por la titular saliente Vartika Singh en el Yash Raj Studio (Bombay).
Durante la ronda final de preguntas y respuestas del concurso, la presentadora, la actriz Malaika Arora, hizo una pregunta común a cada una de las cinco concursantes: «¿La religión une o divide a la gente?», a lo que Castelino respondió:

La religión definitivamente une a la gente. Tiene valores que unen a la gente. Las personas que creen en lo mismo se unen y están en armonía, pero lo que nos divide somos nosotros. Los humanos se dividen entre sí. La religión no divide a nadie. Cuando llegué aquí desde Kuwait, me encantó el hecho de que en la India todas las religiones coexisten en armonía. Celebramos juntos el Diwali, la Navidad y el Eid, y qué bonito es que podamos permanecer juntos y respetar las creencias de los demás. Podemos progresar unos con otros y avanzar hacia el futuro.

### Miss Universo 2020
Como ganadora de Miss Diva 2020, Castelino representó a la India en el concurso de Miss Universo 2020 en el Seminole Hard Rock Hotel & Casino de Hollywood (Florida), en los Estados Unidos. Durante el evento de la gran final celebrado el 16 de mayo de 2021, inicialmente llegó al Top 21, y posteriormente fue seleccionada como una de las 10 semifinalistas principales. Castelino se colocó además en el Top 5, convirtiéndose así en la primera mujer india en llegar al Top 5 de Miss Universo desde el año 2001.
Como una de las finalistas del concurso, Castelino fue preguntada por uno de los jueces, Tatyana Orozco: «¿Deberían los países cerrarse debido al COVID-19 a pesar de la tensión en sus economías o deberían abrir sus fronteras y arriesgarse a un potencial aumento de las tasas de infección?». Ante la cual, Castelino respondió afirmando:

Viniendo de la India y siendo testigo de lo que está viviendo el país en estos momentos, me he dado cuenta de algo muy importante. Nada es más importante que la salud de tus seres queridos, y hay que establecer un equilibrio entre economía y salud. Eso sólo se puede hacer cuando el gobierno trabaja con el pueblo de la mano, y produce algo que va a funcionar con la economía.

Al final del evento, Castelino fue adjudicada como la tercera finalista, y Andrea Meza de México finalmente ganó el título. Esto fue la colocación más alta de la India en Miss Universo desde que Lara Dutta ganó el título de Miss Universo 2000. Castelino rompió la sequía de 20 años de la no clasificación de la India en el Top 5 de Miss Universo, que fue logrado previamente por Celina Jaitley, que fue la cuarta finalista en 2001.

## Filantropía
Castelino colabora con una organización benéfica llamada «Vikas Sahayog Pratishthan» (VSP), cuyo objetivo es proporcionar un medio de vida sostenible a los agricultores, con el fin de frenar los suicidios y la desigualdad entre ellos. Ha recaudado dinero para la Fundación de Ayuda a la Infancia (CHF), a través de una plataforma de financiación colectiva llamada Ketto. A menudo ha defendido la difusión de una mayor concienciación sobre la aceptación de la comunidad LGBT. También aboga por fomentar las cualidades de liderazgo en las mujeres mediante la realización de programas de liderazgo.
Durante el cierre impuesto debido a la pandemia de coronavirus en 2020, ayudó a proporcionar elementos esenciales como suministros de alimentos, desinfectantes y máscaras para «Desire Society», una organización voluntaria sin ánimo de lucro que se ocupa de los niños infectados por el VIH en la India. Con motivo de las Navidades de ese mismo año, acudió como amiga invisible para repartir regalos y pasar tiempo con los niños a los que apoya la Desire Society. Durante esta visita, expresó: «La primera vez que conocí la Desire Society fue cuando estaba en la universidad. Solía visitarla como estudiante para ayudar como voluntaria».
Apoyó la campaña de Smile Train para acabar con el estigma que rodea al coronavirus. También inició la recaudación de fondos para la Fundación Akshaya Patra, con el fin de ayudar a suministrar comidas y kits de alimentos empaquetados a los segmentos marginados y de bajos ingresos de la sociedad, entre los que se encuentran los jornaleros, los trabajadores inmigrantes, las personas en residencias de ancianos y los refugios nocturnos. Castelino, apoyando esta causa, expresó: «La propagación del coronavirus nos ha quitado mucho, pero no dejemos que esta pandemia nos quite nuestra humanidad y capacidad de entender las necesidades de nuestros hermanos».
En agosto de 2020, se asoció a una campaña de concienciación sobre el síndrome de ovario poliquístico. Promovió una campaña titulada «PCOS Free India» para ayudar a las mujeres a revertir la afección de forma natural mediante algunas prácticas de bienestar holístico.
Organizó campañas de recaudación de fondos en 2021 para hacer donaciones a los Centros de Recursos Agrícolas. Su objetivo es suministrar maquinaria agrícola, como equipos de siembra, bombas de gasolina, aspersores, desgarradores y trilladoras, a grupos de mujeres de autoayuda, y formarlas para que utilicen estos equipos.

## Medios de comunicación
Adline Castelino se clasificó en segunda posición de la lista de «Las mujeres más deseables» de The Times of India en 2020.